# 막심 오팔레프
막심 알렉산드로비치 오팔레프(러시아어: Макси́м Алекса́ндрович О́палев, 1979년 4월 4일~)는 러시아의 카누 스프린트 선수이다. C-1 500m 종목에서 두각을 드러내면서 2000년 하계 올림픽에서 은메달, 2004년 하계 올림픽에서 동메달, 2008년 하계 올림픽에서 금메달을 획득했다. 해당 종목이 2008년 올림픽 이후 폐지되면서 현재까지 C-1 500m 부문 마지막 올림픽 금메달리스트이다.